# Médiateur européen
Le Médiateur européen est une instance de médiation (dite ombudsman) entre les citoyens et les autorités de l’Union européenne. Il siège à Strasbourg.
Le Médiateur européen a pour mission d’enquêter sur des cas de « mauvaise administration » dans les agissements des institutions, des organes et des organismes de l’Union européenne. Le terme « mauvaise administration » désigne une situation dans laquelle une institution de l’Union enfreint les procédures administratives, les principes de bonne administration ou les droits de l'homme. Les cas de « mauvaise administration » concernent essentiellement les irrégularités administratives, l’injustice et les pratiques inéquitables, la discrimination, les abus de pouvoir, le manque ou le refus d’information ainsi que les retards injustifiés.
La fonction de Médiateur européen a été créée lors du traité de Maastricht en 1992. Le premier médiateur fut le Finlandais Jacob Söderman, élu le 12 juillet 1995. Depuis 2009, le Médiateur européen est institué par l’article 228 du traité sur le fonctionnement de l'Union européenne (ex-art. 195 TCE). Il est également mentionné à deux reprises aux articles 20§2 et 24 qui énoncent le droit pour « tout citoyen de l’Union » de « recourir au médiateur européen ». Les entreprises, les associations et les collectivités ayant leur siège dans l’Union européenne peuvent aussi avoir recours au Médiateur européen.
La personne à la tête de cet organe porte elle-même le titre de Médiateur européen. Elle est élue pour un mandat de cinq ans renouvelable qui correspond à la législature du Parlement européen.
Depuis le 27 février 2025, la médiatrice européenne est la Portugaise Teresa Anjinho (en).

## Statut et organisation
Le Médiateur européen est institutionnellement lié au Parlement européen. Dans le traité sur le fonctionnement de l'Union européenne (TFUE), l’article 228, qui prévoit les dispositions relatives au Médiateur européen, se situe dans la section qui concerne le Parlement européen.
Le médiateur est élu par le Parlement. Les détails de la procédure d’élection sont arrêtés dans le règlement intérieur de ce dernier. L'article 228§2 du TFUE précise que le Médiateur européen « est élu après chaque élection du Parlement européen pour la durée de la législature » et que « son mandat est renouvelable ».
Conformément à une procédure législative spéciale, le « statut et les conditions générales d’exercice des fonctions » du médiateur sont établies par le Parlement « après avis de la Commission et avec l’approbation du Conseil » statuant à la majorité qualifiée (art. 228§4). Les modalités d’action du médiateur sont ainsi définies dans le règlement du Parlement européen. Chaque année, le Médiateur européen est tenu de présenter « un rapport au Parlement européen sur les résultats de ses enquêtes » (art. 228§1 TFUE).
Le médiateur « exerce sa mission en toute indépendance, […] il ne sollicite ni n’accepte d’instructions d’aucun gouvernement, institution, organe ou organisme ». Pendant la durée de ses fonctions, il « ne peut exercer aucune activité professionnelle, rémunérée ou non » (art. 228§3 TFUE).
Le médiateur « peut être déclaré démissionnaire par la Cour de justice de l'Union européenne, à la requête du Parlement européen, s’il ne remplit plus les conditions nécessaires à l’exercice de ses fonctions ou s’il a commis une faute grave » (art. 228§2). La procédure de destitution est détaillée dans le règlement du Parlement européen. Jusqu’à aujourd’hui, aucun médiateur n’a été destitué de ses fonctions.

## Titulaires de la fonction
Depuis le 27 février 2025, la médiatrice est la Portugaise Teresa Anjinho. Elle succède à l'Irlandaise Emily O'Reilly, qui avait été élue le 3 juillet 2013 et était en poste depuis le 1er octobre de la même année. Elle avait succédé au Grec Nikifóros Diamandoúros, qui avait été élu en 2003, puis reconduit après les élections européennes de 2004 et 2010. Il était assisté par une équipe d’environ trente personnes, essentiellement des juristes.
Depuis 1996, le Médiateur européen s’est tissé un réseau qui comprend près de 90 bureaux répartis dans 32 États européens. Ce réseau lui permet de gagner en efficacité dans le traitement des plaintes qui lui sont adressées.
| Médiateur européen     | Pays d'origine | Période                                | Notes éventuelles                                           |
| ---------------------- | -------------- | -------------------------------------- | ----------------------------------------------------------- |
| Jacob Söderman         | Finlande       | Du 12 juillet 1995 au 1er avril 2003   | Premier Médiateur européen                                  |
| Nikifóros Diamandoúros | Grèce          | Du 1er avril 2003 au 30 septembre 2013 | Était de 1998 à 2003 le premier Médiateur national de Grèce |
| Emily O'Reilly         | Irlande        | Du 1er octobre 2013 au 27 février 2025 | Était Médiatrice (Ombudsman) d'Irlande (en) de 2003 à 2013  |
| Teresa Anjinho         | Portugal       | Depuis le 27 février 2025              |                                                             |

## Compétences et fonctionnement
Le Médiateur européen instruit les plaintes « relatives à des cas de mauvaise administration dans l’action des institutions, organes ou organismes de l’Union » (art. 228§1 TFUE). Pour pouvoir être examinées, ces plaintes doivent respecter un certain nombre de critères.
Il « est habilité à recevoir les plaintes émanant de tout citoyen de l'Union ou de toute personne physique ou morale résidant ou ayant son siège statutaire dans un État membre » (art. 228§1 TFUE). Il ne peut pas enquêter sur les plaintes qui concernent des autorités locales, régionales ou nationales – qui relèvent des États membres – ni sur des activités qui concernent les tribunaux, les médiateurs nationaux, les entreprises ou encore les particuliers. Le Médiateur européen ne peut examiner les plaintes qui concernent la Cour de justice de l'Union européenne « dans l’exercice de ses fonctions juridictionnelles » (art. 228§1 TFUE). Il peut refuser d’examiner toute réclamation qui concerne une procédure juridique particulière. Il refuse notamment d’instruire toute plainte dont les faits incriminés font l’objet d’une procédure budgétaire.
La victime supposée d’un cas de « mauvaise administration » doit d’abord adresser un recours auprès de l’institution, de l’organe ou de l’organisme de l’UE incriminé. Si elle n’obtient pas satisfaction, elle peut alors adresser une plainte au médiateur.
Toute plainte doit être déposée dans un délai de deux ans à compter du constat de l’acte de « mauvaise administration ».
Le plaignant doit décliner son identité ainsi que les motifs de sa plainte. Toutefois, il peut également demander un traitement confidentiel de sa réclamation. Une plainte peut être adressée par courrier postal ou par courrier électronique. Un guide ainsi qu’un formulaire de plainte sont mis à disposition auprès du bureau du médiateur et sur son site internet.
Le médiateur n’examine que les plaintes qu’il estime recevables, dans le respect de ses compétences. Il peut conseiller au plaignant de s’adresser à une autre instance pour obtenir satisfaction. Le médiateur instruit les plaintes qui sont jugées recevables et « fait un rapport à leur sujet ». Il « procède aux enquêtes qu’il estime justifiées, soit de sa propre initiative, soit sur la base des plaintes qui lui sont présentées directement ou par l’intermédiaire d’un membre du Parlement européen » (art. 228§1 TFUE). Les institutions et organes de l’Union sont tenus de communiquer au médiateur toutes les informations qui leur sont demandées et de lui donner accès aux dossiers dont il a besoin. Ils ne peuvent opposer un refus que pour des motifs de confidentialité justifiés. Lorsqu’il constate un cas de mauvaise administration, le Médiateur européen « saisit l’institution, organe ou organisme concerné, qui dispose d’un délai de trois mois pour lui faire tenir son avis. Le médiateur transmet ensuite un rapport au Parlement européen et à l’institution, organe ou organisme concerné ». Enfin, la « personne dont émane la plainte est informée du résultat de ces enquêtes » (art. 228§1 TFUE).

## Données chiffrées
En 2007, le médiateur européen a reçu 3 265 plaintes. Au total, il a clos 326 enquêtes, dont 175 avaient été ouvertes dans l’année. Le nombre de plaintes semble toutefois en baisse, puisque le médiateur n’a reçu que 2 667 plaintes en 2010. Près d’un tiers des plaintes concernent le manque de transparence de l’administration de l’Union, en particulier le refus d’information. Parmi les cas de « mauvaise administration » les plus répandus, on trouve également l’injustice, les procédures inadéquates, les retards administratifs, la discrimination ou encore la négligence. La plupart des enquêtes menées par le Médiateur européen concernent la Commission européenne (65 %), l’Office européen de sélection du personnel, le Parlement européen ainsi que l’Office européen de lutte antifraude. L'Allemagne est le pays qui produit le plus grand nombre de plaintes (14,1 %), devant l’Espagne (13,1 %), la Pologne (8 %) et la France (6,1 %)[réf. souhaitée].